# بیلی کامن
بیلی کامن (به چکی: Bílý Kámen) یک منطقهٔ مسکونی در جمهوری چک است که در ناحیه ییهلاوا واقع شده‌است. بیلی کامن ۵٫۱۲ کیلومتر مربع مساحت و ۲۰۶ نفر جمعیت دارد و ۵۵۳ متر بالاتر از سطح دریا واقع شده‌است.